# Gabriel Retes
Gabriel Retes Balzaretti (Ciutat de Mèxic, 25 de març de 1947-20 d'abril de 2020), conegut com a Gabriel Retes, va ser un director de cinema mexicà.

## Dades biogràfiques

### Primers anys
Va ser fill d'un dels més importants actors i directors teatrals a Mèxic, el mestre Ignacio Retes i l'actriu Lucila Balzaretti.
Als tretze anys, va començar a treballar en posades en escena de les obres dramàtiques de Sòfocles, George Bernard Shaw, William Shakespeare i Eugene O'Neill. Va participar en diverses obres dirigides pel seu pare, però el seu debut com a actor de cinema es va donar amb Ardiendo en el sueño (1968), filmada per Paco Ignacio Taibo II, amic seu, en format Super-8.

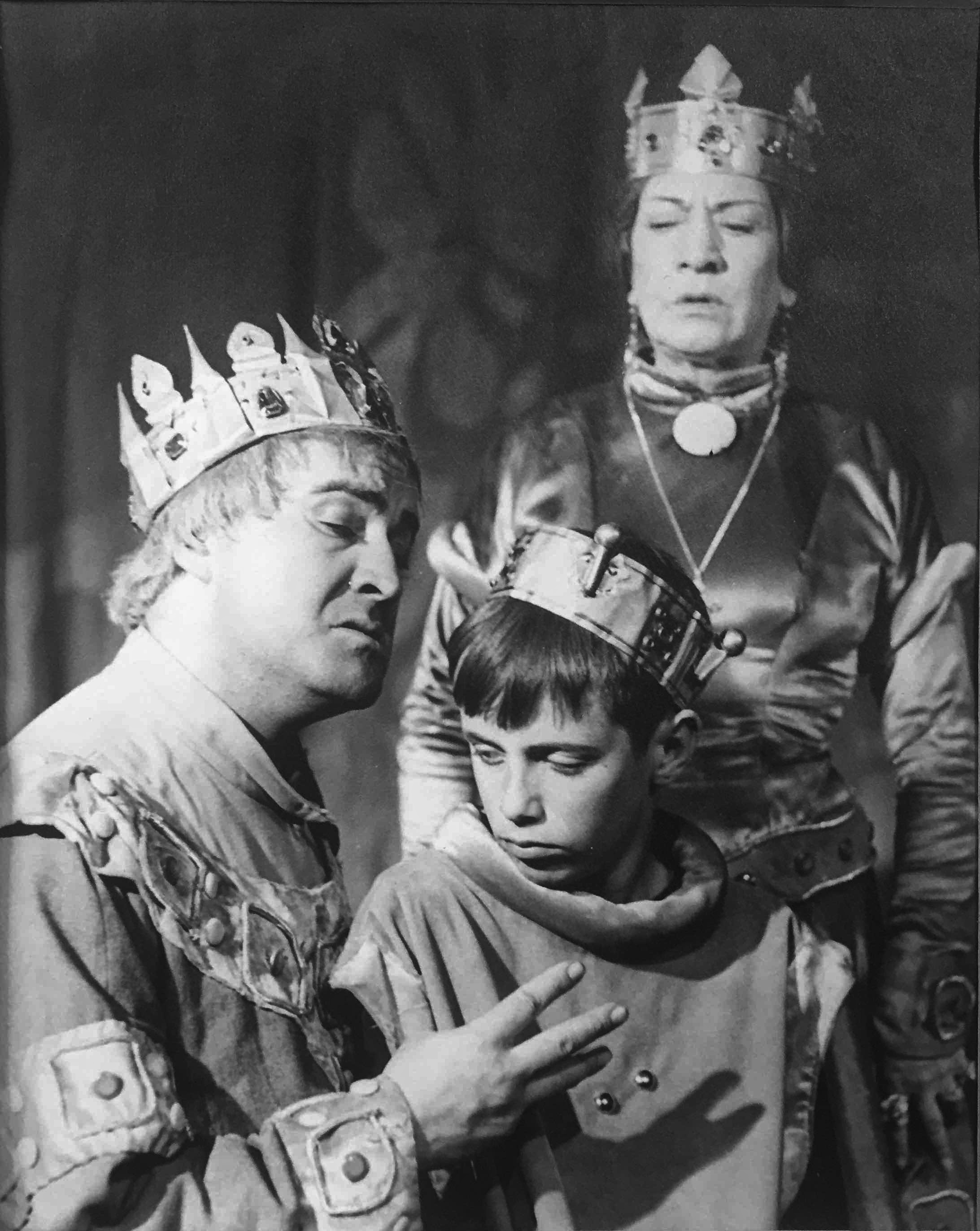
José Gálvez, Gabriel Retes i Lola Tinoco, a Becket.

### Els seus inicis al cinema
Cap a finals dels anys 60, va iniciar la seva carrera com a actor de cinema, sense abandonar del tot el teatre, en cintes com: Ardiendo en el sueño (dir. Paco Ignacio Taibo II, 1968), Cristo 70 (dir. Alejandro Galindo, 1969), Ya somos hombres (dir. Gilberto Gazcón, 1970), La bestia acorralada (dir. Alberto Mariscal, 1974), Los cachorros (dir. Jorge Fons, 1971), Presagio (dir. Luis Alcoriza, 1975), Las fuerzas vivas (dir. Luis Alcoriza, 1975), Lo mejor de Teresa (dir. Alberto Bojórquez, 1976), El recurso del método (dir. Miguel Littín, 1977) i El cometa (dir. Marisa Sistach, 1997). Aquest acostament al món cinematogràfic el va portar a crear els seus primers treballs en Súper 8, on anava esbossant el seu estil i els seus temes. Destaquen els curtmetratges: Sur (1969), El paletero (1970), Fragmentos (1971), El asunto (1972) i Tribulaciones en el seno de una familia burguesa (1972). Aquesta última va obtenir els premis a la millor realització i al millor argument en el Segon Trobada de Realitzadors de Cinema en Súper 8, organitzat per la Casa del Lago, a més del primer premi al segon Concurs de Cinema Experimental de Super-8, organitzat per la Asociación Nacional de Actores (ANDA) i de reconeixements especials al Festival Internacional de Cinema de Cartagena de Indias i al V Festival Internacional del Nou Cinema en Super-8, celebrat el 1980 a Caracas.
Amb Alfredo Gurrola, Retes va ser un dels pocs cineastes que del Súper - 8 va aconseguir saltar a la indústria fílmica mexicana gràcies a la creació d'empreses estatals de producció en els 70. D'aquesta època és Chin chin el teporocho, la seva primera pel·lícula professional, convidada en l'edició XXVIII del Festival de Locarno i guanyadora del Premio Ariel a Millor Òpera Prima.
A nivell internacional, el 1977 va dirigir Flores de papel, que va participar al 28è Festival Internacional de Cinema de Berlín. El 1979 va dirigir Bandera rota que va participar en l'11è Festival Internacional de Cinema de Moscou. I el 1999 va dirigir Un dulce olor a muerte que va participar al 21è Festival Internacional de Cinema de Moscou.

## Lamenten la seva mort
La mort del cineasta ha generat reaccions entre els seus col·legues, entre ells l'escriptor, director i productor mexicà Guillermo Arriaga. "Em pesa. Diverses pel·lícules seves van ser molt influents en la meva generació i era una excel·lent persona. Una abraçada als seus i a tota la comunitat cinematogràfica", ha comentat en el seu compte oficial de Twitter.
La directora mexicana María Novaro també ha lamentat "profundament" la mort de Retes a qui reconeix com un "cineasta prolífic, polèmic, brillant, divertit, energètic, embogit i entranyable".
Institucions com la Filmoteca de la UNAM i el Festival Internacional de Cinema de Morelia també han plorat la mort del cineasta mexicà.

## Filmografia
- Identidad tomada en espera d'estrea (2019)
- La Revolución y los artistas (2018)
- El ombligo de la luna (corto) (2015)
- Mujeres en el acto (2013)
- Buscando la ola (2011)
- Arresto domiciliario (2008)
- Bienvenido-Welcome II (2006)
- @festival.ron (2003)
- Despedida de amor (2003)
- La mudanza (2003)
- Un dulce olor a muerte (coproducció hispano-argentina, 1998)
- Bienvenido-Welcome (1994)
- El bulto (1992)
- El nacimiento de un guerrillero (1989)
- La ciudad al desnudo (1989)
- Los náufragos del Liguria II: Los piratas (1985)
- Los náufragos del Liguria (1985)
- Mujeres salvajes (1984)
- The Recourse to the Method (1978)
- Bandera rota (1978)
- Flores de papel (1977)
- Nuevo mundo (1976)
- Chin Chin el teporocho (1975)
- Los bandidos (1974)
- Los años duros (1973)
- Tribulaciones en el seno de una familia burguesa (1972) (curtmetratge)
- El asunto (1972)
- Fragmentos (1971)
- Comunicados de insurgencia obrera (1971)
- El paletero (1970)
- Sur (1970)